# Euphorbia berythea
Euphorbia berythea är en törelväxtart som beskrevs av Pierre Edmond Boissier och Emanuel Blanche. Euphorbia berythea ingår i släktet törlar, och familjen törelväxter. Inga underarter finns listade i Catalogue of Life.